# 웹투비
웹투비(WebtoB)는 티맥스소프트사의 웹 서버 제품이다. 대규모 트랜잭션 처리에 적합하도록 설계되어 처리속도 지연, 서버 장애 등의 웹 시스템상의 문제점을 해결하는 아키텍처로 설계되었다.

## 같이 보기
- 웹 서버
- 제우스